# Julie Bergan
Julie Bergan (Skien, Noruega; 12 de abril de 1994) es una cantante y compositora noruega. Fue vocalista junto a Seungri en la canción de K-391 llamada Ignite.

## Carrera

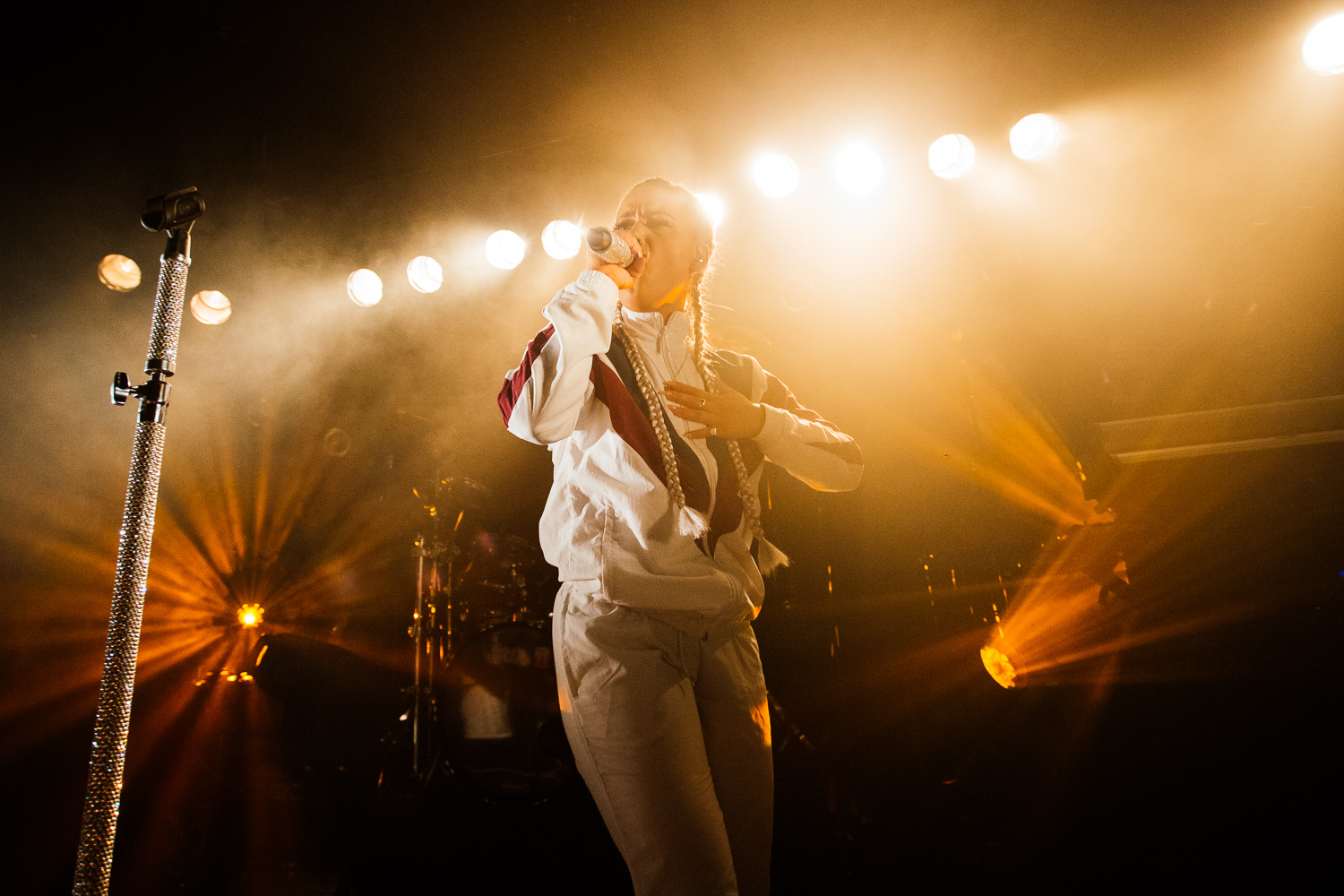
Julie Bergan en Show en vivo en 2017.

### 2012–2019
En 2012, Bergan grabó la canción «Supernova» con Cir.Cuz, que alcanzó el número 5 en el Norwegian Singles Chart.
Participó en Melodi Grand Prix 2013, la selección nacional para el Festival de la Canción de Eurovisión 2013 con la canción «Give a Little Something Back», que escribió con Ben Adams y Sara Skjoldnes. She did not qualify from the semifinal in Steinkjer. En septiembre de 2013, fue firmada por Warner Music Norway. A principios de 2014, lanzó su primer sencillo, «Younger».
Después del lanzamiento de su sencillo, ella escribió y lanzó varias canciones, pero fue la primera vez después del lanzamiento de su sencillo «Arigato» que se dio a conocer más allá de las fronteras nacionales. La canción alcanzó el número cinco en la lista de singles suecos, y fue nominada en los Norwegian Grammys  en 2016 como Canción del Año.
El 12 de mayo de 2018, K-391 y Alan Walker lanzaron su canción Ignite, con Bergan y Seungri contribuyendo con sus voces. Su álbum debut, Different World, fue lanzado más tarde con la canción I Don't Wanna Go, en la que ella también asume la voz. 
En 2018 lanzó su álbum debut, Turn On the Lights. Más tarde realizó su gira It's Lit. El 19/10/2018 se lanzó el sencillo U got me y el 01/03/2019 lanzó STFU. El 15 de marzo de 2019 I'll Be Fine Somehow apareció junto a Benjamin Ingrosso y en marzo presentó la ceremonia de entrega de premios Spellmanprisen en Noruega. En mayo se lanzó Don't Give Up On Me Now junto con R3hab y Outlaw y en el verano de 2019 se embarcó en una gira de Hard Feelings, que la llevó por toda Europa. 

### 2020-presente
El 3 de enero de 2020 lanzó el sencillo Kiss Somebody con SeeB y en julio de 2020, en medio del bloqueo de Corona, Bergan lanzó su nuevo sencillo Commando. El título es su apodo, que recibió de los lugareños mientras estaba de vacaciones. El video musical de la canción fue creado a partir de videos de baile de fans individuales. En julio llegó su segunda colaboración con SeeB titulada Don't You Wanna Play, la tercera le siguió en 2022 con Always Will, la canción fue escrita por Mimi Webb, entre otros. 
En 2020 lanzó su segundo álbum Hard Feelings, partes del cual había lanzado previamente en 2 EP, Hard Feelings Verticel 1 y 2. El álbum solo está disponible en formato digital. Parte de esto fue el sencillo One Touch que Bergan coescribió con Dagny. En verano participó en el Norwegian Haik Show, donde se presentan los artistas y luego se da un concierto. En noviembre de 2021, David Guetta lanzó la canción Family, que tenía la intención de mostrar la cohesión de la industria musical en el período Corona. Varios cantantes de todo el mundo se hicieron cargo de la parte de canto y Julie Bergan cantó la versión escandinava. 
A principios de 2022, ella y unos amigos abrieron el gimnasio Crewtrening en Oslo, donde ahora se entrena y también da cursos. En la Spellmannprisen 2022 hizo pública su relación con Yunus Daar. Los dos se conocen desde hace mucho tiempo. 
En el otoño, Alan Walker quería lanzar la canción Ritual con Julie Bergan, que también coescribió, pero se produjo una disputa. Walker no quería compartir los derechos de la canción con ella, por lo que la canción se lanzó con una letra y un cantante diferentes. Todavía puedes verla en el video musical.
El 17 de marzo de 2023, se lanzó su primer sencillo nuevo, Diamonds, después de casi 2 años en su propio sello. Bergan había fundado su propio sello Karate Records y se separó de Warnermusic. Para su cumpleaños el 12 de abril, se lanzó el video musical de Diamonds. 
El 16 de junio de 2023 actuó por séptima vez en el espectáculo en vivo anual VG-Lista Topp 40 en la Plaza del Ayuntamiento de Oslo. Allí interpretó su última canción Waste A Tear, que había sido lanzada tres semanas antes. La coreografía de baile fue creada por Mona Berntsen, quien previamente había trabajado con Justin Bieber y Alicia Keys, entre otros.
Los sencillos Nobody Loves No One y Old Habits se lanzarán en otoño de este año.  Esta última es muy emotiva, trata sobre la pérdida de un ser querido. Julie escribió la canción para una amiga que había perdido a su hermano.
El 23 de febrero de 2024, Bergan lanzó el sencillo Kiss Me Better.  Esto, al igual que el vídeo, está fuertemente inspirado en el Eurodance de los años 1990.  Recibió muchos comentarios positivos por la canción, ya que después de los últimos singles bastante tranquilos, vuelve a ser el típico pop electrónico y de alta energía de Bergan.  También se lanzaron una versión instrumental, una rápida y una lenta en un mini EP.

## Discografía

### Álbumes
| Título             | Detalles                                                                                    |
| ------------------ | ------------------------------------------------------------------------------------------- |
| Turn On the Lights | - Lanzamiento: 2 de febrero de 2018 - Discográfica: Warner - Formatos: Descarga digital, CD |

### Singles

#### Como artista principal
| Título                                                                                          | Año  | Posicionamientos | Posicionamientos |
| Título                                                                                          | Año  | NOR              | SWE              |
| ----------------------------------------------------------------------------------------------- | ---- | ---------------- | ---------------- |
| «Give a Little Something Back»                                                                  | 2013 | —                | —                |
| «Younger»                                                                                       | 2014 | —                | —                |
| «Fire»                                                                                          | 2014 | —                | —                |
| «Rude»                                                                                          | 2014 | —                | —                |
| «All Hours»                                                                                     | 2015 | 6                | —                |
| «I Kinda Like It»                                                                               | 2016 | —                | —                |
| «Arigato»                                                                                       | 2016 | 1                | 5                |
| «Blackout»                                                                                      | 2017 | 17               | —                |
| «If You Love Me» (con Tunji Ige)                                                                | 2017 | —                | —                |
| «Incapable»                                                                                     | 2017 | 19               | —                |
| «Guilt Trip»                                                                                    | 2018 | 18               | —                |
| «U Got Me»                                                                                      | 2018 | —                | —                |
| «STFU»                                                                                          | 2019 | 20               | —                |
| «Don't Give Up on Me Now (con R3hab)»                                                           | 2019 | —                | —                |
| «Outlaw»                                                                                        | 2019 | —                | —                |
| «Kiss Somebody» (con Seeb)                                                                      | 2020 | 12               | —                |
| «—» denota un sencillo que no se incluyó en las gráficas o que no se publicó en ese territorio. | 2020 |                  |                  |

#### Como artista invitada
| Título                                                     | Año  | Posicionamientos | Álbum         |
| Título                                                     | Año  | NOR              | Álbum         |
| ---------------------------------------------------------- | ---- | ---------------- | ------------- |
| «Supernova» (Cir.Cuz con Julie Bergan)                     | 2012 | 5                | Vi Er Cir.Cuz |
| «Can't Help Myself» (Clairmont con Mugisho & Julie Bergan) | 2017 | —                |               |
| «Ignite» (K-391 con Alan Walker, Julie Bergan & Seungri)   | 2018 | 1                |               |

#### Covers
- Undressed - cover con Astrid S (2013)

## Premios y nominaciones
| Año  | Organización            | Nominación                  | Trabajo      | Resultado |
| ---- | ----------------------- | --------------------------- | ------------ | --------- |
| 2016 | MTV Europe Music Awards | Best Norwegian Act          | Julie Bergan | Nom       |
| 2016 | P3 Gull                 | Årets Nykommer              | Julie Bergan | Nom       |
| 2016 | P3 Gull                 | Årets Låt (Canción del año) | «Arigato»    | Nom       |
| 2017 | Spellemannprisen '16    | Årets Låt (Canción del año) | «Arigato»    | Nom       |
| 2017 | Musikkforleggerprisen   | Årets Gjennombrudd          | «Arigato»    | Ganadora  |